# Valarin
Valarin är ett fiktivt språk skapat av J.R.R Tolkien för hans värld Arda. Valarin talas av ainur.

## Historia och struktur
Innan ainur kom till Arda behövde de inget talat språk eftersom de kunde kommunicera telepatiskt med varandra och Ilúvatar.
Efter att ainur skickats till Arda och iklätt sig mänsklig dräkt "uppfann" valar språket och lärde ut det till sina maiar.
Mycket litet är känt om Valarin, men det tros vara det mest avancerade språket i Arda. Det har ett mycket stort ordförråd och en komplex grammatik. Språket talas uteslutande i Vallinor och antas vara för svårt för andra arter än ainur att lära sig, även om det troligen finns några språkligt begåvade alver som skulle kunna tillägna sig språket med mycket övning.
Tolkien skrev väldigt litet om språket och därför finns bara ett fåtal kända ord av språket.